# کراسنویه رازدولیه
کراسنویه رازدولیه (به لاتین: Krasnoye Razdolye) یک منطقهٔ مسکونی در روسیه است که در سرزمین آلتای واقع شده‌است.